# Gesundheitsdatenschutz
Der Gesundheitsdatenschutz umfasst den Datenschutz und die Datensicherheit von Gesundheitsdaten.

## Gesundheitsdaten
Zu den Gesundheitsdaten gehören alle Daten über den physischen oder psychischen Zustand eines Menschen, die (auch nur bedingt) im Zusammenhang mit einem medizinischen Kontext entstehen können. Darunter fallen auch Informationen über Unfälle, die Sehstärke, über intellektuelle oder mentale Fähigkeiten, aber auch Verhaltensweisen, wie das Trink- oder Rauchverhalten, Allergien oder die Teilnahme an einer Selbsthilfegruppe (Weight Watchers, Anonyme Alkoholiker etc.). Gesundheitsdaten umfassen Informationen über den früheren, gegenwärtigen und künftigen körperlichen oder geistigen Gesundheitszustand der jeweiligen Person. Hierzu gehören ebenso die Prüfung oder Untersuchung eines Körperteils oder einer körpereigenen Substanz, biologischen Proben (Biopsien) und Informationen über Krankheiten, Behinderungen, Krankheitsrisiken, Vorerkrankungen und klinische Behandlungen. Genetische Daten sind personenbezogene Daten über die ererbten oder erworbenen genetischen Eigenschaften einer natürlichen Person, die sich aus der Analyse einer biologischen Probe der betreffenden Person, insbesondere durch eine Chromosomen-, Desoxyribonukleinsäure- (DNS) oder Ribonukleinsäure- (RNS) Analyse oder der Analyse eines anderen Elements, durch die gleichwertige Informationen erlangt werden können, ergeben.

## Rechtsgrundlagen
Der Schutz natürlicher Personen bei der Verarbeitung personenbezogener Daten ist ein Grundrecht  gemäß Art. 8 Abs. 1 der Charta der Grundrechte der Europäischen Union. Der Begriff „Gesundheitsdatenschutz“ ist nicht im Bundesdatenschutzgesetz (BDSG) verankert. Es handelt sich nach Art. 9 Abs. 1 Datenschutz-Grundverordnung (DS-GVO) um „besondere Kategorien von personenbezogenen Daten“, die der höchsten Stufe im Datenschutz unterliegen. In Folge des Art. 9 Abs. 1 der Datenschutz-Grundverordnung ist die Verarbeitung „besonderer Kategorien personenbezogener Daten“ grundsätzlich untersagt.
Dieses Verbot wird durch einzelne gesetzliche Erlaubnistatbestände durchbrochen, etwa wenn die Verarbeitung zum Zweck der Gesundheitsvorsorge oder der medizinischen Diagnostik erforderlich ist und die Verarbeitung durch ärztliches Personal erfolgt. Durch verschiedene Öffnungsklauseln der DSGVO ist für den Gesundheitsbereich insbesondere Art. 9 Abs. 4 DSGVO bedeutend. Zusätzliche Bedingungen und Beschränkungen werden durch nationale Regelungen auf diesem Gebiet ermöglicht.

### Digitale Gesundheitsdaten
Über 2000 Jahre waren Gesundheitsdaten allein durch die ärztliche Schweigepflicht vor fremden Zugriff geschützt. Durch die intensive Speicherung und Verarbeitung der Gesundheitsdaten im IT-Zeitalter, die Begehrlichkeit von Institutionen und kommerziellen Unternehmen sowie die Zunahme von internetbasierten Anwendungen nimmt kontinuierlich die Gefahr zu, dass diese sensiblen Daten in unbefugte Hände geraten oder missbräuchlich verwendet werden. 

### Zulässigkeit der Verarbeitung
Zwar ist die Verarbeitung von Gesundheitsdaten nur in Ausnahmefällen des Art. 9 Abs. 2 DSGVO zulässig, jedoch bestehen danach Möglichkeiten für Unternehmen, den Schutz zu umgehen. So kann speziell durch eine Einwilligung gem. Art. 9 Abs. 2a DSGVO eine zulässige Verarbeitung durch ein Unternehmen erfolgen. Ebenso kann eine solche zulässig sein, wenn sie gem. Art. 9 Abs. 2j DSGVO zum Zweck wissenschaftlicher Forschung erforderlich ist.
Gemäß § 22 Abs. 1 Nr. 1 b) Bundesdatenschutzgesetz (BDSG n.F.) ist die Verarbeitung besonderer Kategorien von personenbezogenen Daten zulässig, wenn sie zu Zwecken
- der Gesundheitsvorsorge,
- der Beurteilung der Arbeitsfähigkeit von Beschäftigten,
- der medizinische Diagnostik,
- der Versorgung oder Behandlung im Gesundheits- oder Sozialbereich,
- der Verwaltung von Systemen und Diensten im Gesundheits- und Sozialbereich,
- oder aufgrund eines Vertrags der betroffenen Person mit einem Angehörigen eines Gesundheitsberufs

erhoben werden.

### Vorausgesetzte Einwilligung zur Datenverarbeitung
Nach der DSGVO ist die Verarbeitung von Gesundheitsdaten, so sie nicht aus anderen Gründen bereits zulässig ist, auch möglich, wenn hierzu die ausdrückliche Einwilligung des Patienten vorliegt. An die Wirksamkeit einer solchen Einwilligung zur Speicherung und Verarbeitung von Gesundheitsdaten werden hohe Anforderungen gestellt, insbesondere mit Blick auf die Freiwilligkeit und die Informiertheit der Einwilligung (englisch Informed consent), also einer Einwilligung nach erfolgter Aufklärung. Die Einwilligung setzt die Einwilligungsfähigkeit voraus. Datenschützer kritisieren, dass die Einwilligung oftmals leichtfertig erfolgt, ohne sich über die möglichen Folgen im Klaren zu sein.

### Koppelungsverbot
Mit Art. 7 Abs. 4 DSGVO wird ein in dieser Form neues Koppelungsverbot eingeführt. Danach „muss bei der Beurteilung, ob die Einwilligung freiwillig erteilt wurde, dem Umstand in größtmöglichem Umfang Rechnung getragen werden, ob unter anderem die Erfüllung eines Vertrags, einschließlich der Erbringung einer Dienstleistung, von der Einwilligung zu einer Verarbeitung von personenbezogenen Daten abhängig ist, die für die Erfüllung des Vertrags nicht erforderlich sind.“ Dies gilt beispielsweise für den Abschluss einer Krankenversicherung, der von der Einwilligung in die Verarbeitung personenbezogener Daten abhängig gemacht würde, deren Verarbeitung zur Vertragserfüllung, also hier zum Vertragsabschluss, nicht erforderlich ist.

## Datenerfassung und Speicherung
Sowohl im Krankenhaus als auch in Kliniken sowie in Arztpraxen werden sensibelste personenbezogene Daten erhoben, verarbeitet und genutzt. Überwiegend sind es Angaben über den Gesundheitszustand von Patienten, die nicht nur speziell durch die ärztliche Schweigepflicht, sondern auch durch die DSGVO geschützt werden. Da Krankenhaus und Klinik überdies als Leistungserbringer im Sinne des SGB V auftreten, Arbeitgeberfunktionen für das dort beschäftigte Personal einnehmen und nicht nur Vertragspartner von Patienten, sondern auch von Krankenkassen und externen Dienstleistern – oftmals im Rahmen einer Auftragsdatenverarbeitung – werden, bestehen neben den Bestimmungen der DSGVO verschiedene verbindliche spezialgesetzliche datenschutzrechtliche Vorschriften und Dokumentationsverpflichtungen. So kann gemäß § 203 Strafgesetzbuch eine Verletzung des Berufsgeheimnisses mit einer Freiheitsstrafe von bis zu drei Jahren oder Geldstrafe geahndet werden. Umgang und Nutzung personenbezogener Daten in solch erheblichem Umfang bedürfen dabei regelmäßig der Berufung von einem Datenschutzbeauftragten. Dieser ist im Krankenhaus in Sachen Datenschutz für die Prüfung der Abläufe, Schulungen und Verstöße zuständig. Daneben müssten weitere Datenschutzprinzipien wie der Zweckbindungsgrundsatz und das Gebot der Datenvermeidung und Datensparsamkeit beachtet werden.
Bei der Abrechnung gegenüber gesetzlichen Krankenversicherungen dürfen ausschließlich zulässige Informationen gemäß § 301 SGB V übersandt werden, die Abrechnung gegenüber privaten Krankenversicherungen dürfen nur unter ausdrücklicher Einwilligung des Patienten erfolgen. Ärzte dürfen nur dann Informationen an die Angehörigen weitergeben, wenn der Patient hierin zugestimmt hat. Daten sollen nur für definierte Zwecke erhoben und verarbeitet werden. Außerdem müssen die erhobenen Daten für den Verwendungszweck erforderlich sein. Nicht benötigt werden etwa Angaben zu Familienstand, Kinderzahl, Beruf, Nationalität oder Passnummer. Auch muss die Datenverarbeitung verhältnismäßig sein. Damit ist gemeint, dass der Nutzen der Datenverarbeitung in einem angemessenen Verhältnis zu der mit ihr verbundenen Beeinträchtigung des Persönlichkeitsrechts stehen muss. Sollte der Arzt die Gesundheitsdaten des Patienten für Studien verwenden wollen, ist dies nur mit der ausdrücklichen schriftlichen Zustimmung des Patienten zulässig, wobei genau über die Studie informiert werden muss, beispielsweise welchem Zweck sie dient, wer für die Studie verantwortlich ist, wer die Daten wie und wo auswertet und ob Biomaterial (z. B. Blut oder Gewebe) dauerhaft aufbewahrt wird. Der Patient darf seine Zustimmung jederzeit widerrufen.

## Datenschutz bei der elektronischen Gesundheitskarte

Muster einer Elektronischen Gesundheitskarte (Generation G1) der Gematik

Rückseite einer Europäischen Krankenversicherungskarte; hier: deutsche Version

Die Elektronische Gesundheitskarte (eGK) enthält bislang neben einem Lichtbild die gleichen Verwaltungsdaten wie die Krankenversichertenkarte, die sogenannten Patientenstammdaten – demnach noch keine Gesundheitsdaten – auf der Grundlage des § 291a Abs. 2 Halbsatz 1 SGB V und des § 291 Abs. 2 SGB V:
1. Die Bezeichnung der ausstellenden Krankenkasse,
2. eines Kennzeichens für die Kassenärztliche Vereinigung, in deren Bezirk der Versicherte seinen Wohnsitz hat,
3. Familienname und Vorname des Versicherten,
4. Geburtsdatum,
5. Geschlecht,
6. Anschrift,
7. Krankenversichertennummer,
8. Versichertenstatus, für Versichertengruppen nach § 267 Abs. 2 Satz 4 SGB V in einer verschlüsselten Form,
9. Tag des Beginns des Versicherungsschutzes,
10. bei befristeter Gültigkeit der Karte das Datum des Fristablaufs,
11. Angaben zum Geschlecht,
12. Angaben zum Zuzahlungsstatus.

### Europäische Krankenversicherungskarte
Seit dem 1. Juni 2004 wird in den meisten Mitgliedstaaten der Europäischen Union sowie der Schweiz, Island, Liechtenstein und Norwegen die Europäische Krankenversicherungskarte (EKVK, EHIC) ausgegeben. Mittelfristig sollen auch Gesundheitsdatensätze, wie beispielsweise Notfalldaten oder Arzneimitteldokumentationen, als freiwillige Anwendungen der Gesundheitskarte europaweit verfügbar gemacht werden können, damit im Behandlungsfall überall in Europa Ärzte auf Gesundheitsdaten von Patienten zugreifen können.

### Anschluss an die Telematikinfrastruktur
In der nächsten Stufe sollten Praxen und Krankenhäuser an die Telematikinfrastruktur angeschlossen werden. Das System dient zunächst allein den gesetzlichen Krankenkassen, die beim Umzug eines Versicherten die Daten mit dem bald freigeschalteten Versicherten-Stammdatendienst online auf der Karte umschreiben können und damit keine neue Karte drucken müssen. Das kostete kleine Krankenkassen bis zu 3,50 Euro pro Karte.

Logo der Gematik

Die „Gesellschaft für Telematikanwendungen der Gesundheitskarte mbH“ (gematik) weist auf das hohe Sicherheitsniveau der elektronischen Gesundheitskarte hin:

„Die Telematikinfrastruktur tritt an, das sicherste elektronische Kommunikationsnetzwerk zu werden, das es im deutschen Gesundheitswesen jemals gab. Als einheitliche sektoren-übergreifende Plattform für die elektronische Kommunikation im Gesundheitswesen erleichtert die Telematikinfrastruktur den Informationsaustausch zwischen den Ärzten, Zahnärzten, Psychotherapeuten und Angehörigen anderer Heilberufe. Davon profitieren alle an der Patientenversorgung Beteiligten gleichermaßen. Dabei werden der Datenschutz und die Datensicherheit im Gesundheitswesen gestärkt.“

### Verschlüsselung
Die Gesundheitsdaten werden mit zwei Schlüsseln verschlüsselt. Die medizinischen Daten können nur mittels einer Gesundheitskarte und einer PIN freigeschaltet werden. Der Arzt benötigt für den Zugriff einen zweiten Schlüssel, seinen elektronischen Heilberufsausweis. Der Patient kann für jede medizinische Anwendung – sei es für die Notfalldaten, den elektronischen Medikationsplan oder die elektronische Patientenakte – jederzeit entscheiden, ob auf seine Gesundheitsdaten zugegriffen werden darf. Der Zugriff auf die medizinischen Daten ist nur zum Zwecke der Versorgung durch berechtigte Leistungserbringer, wie zum Beispiel Ärzte oder Zahnärzte, erlaubt. Dritte, zum Beispiel Versicherungen, haben keine Zugriffsberechtigung. Missbrauch ist strafbar. Aus Gründen der Nachverfolgbarkeit werden die letzten 50 Zugriffe auf die Karte gespeichert.

### Beschleunigung der Einführung
Der ehemalige Gesundheitsminister Jens Spahn hat die Kontrolle der gematik-Gesellschaft übernommen, die für den Aufbau eines möglichst sicheren Gesundheitsdatennetzes zuständig ist, und wollte damit die Einführung der Datenanbindung beschleunigen. Der Bund, vertreten durch das Gesundheitsministerium, sollte 51 Prozent der Anteile an der gematik halten. Bis dahin hielt der Spitzenverband Bund der Krankenkassen 50 Prozent der Stimmrechte in der gematik. Die andere Hälfte lag bei den Verbänden der Ärzte, Zahnärzte, Krankenhäuser und Apotheker. Ihre Anteile schrumpften entsprechend. Für Beschlüsse in der gematik sollte schon die einfache Mehrheit ausreichen. So gab das Bundesgesundheitsministerium die Richtung in der Gesellschaft vor, die seit 15 Jahren damit beschäftigt war, ein Gesundheitsdatennetz aufzubauen. Diese Änderungen hängte Spahn an sein Terminservicegesetz, das am 1. April 2019 in Kraft treten sollte.
Arztpraxen, die sich dem Datennetz nicht bis spätestens 30. Juni 2019 anschlossen, drohte eine Honorarkürzung von einem Prozent, was durchschnittlich einer „Strafzahlung“ von über 3500.- € entspräche (Stand 2015). Hinzu kam die Nichterstattung der Kosten für den Konnektor in gleicher Höhe, falls sich die Praxis später für einen Anschluss entscheiden sollte.

## Elektronische Patientenakte

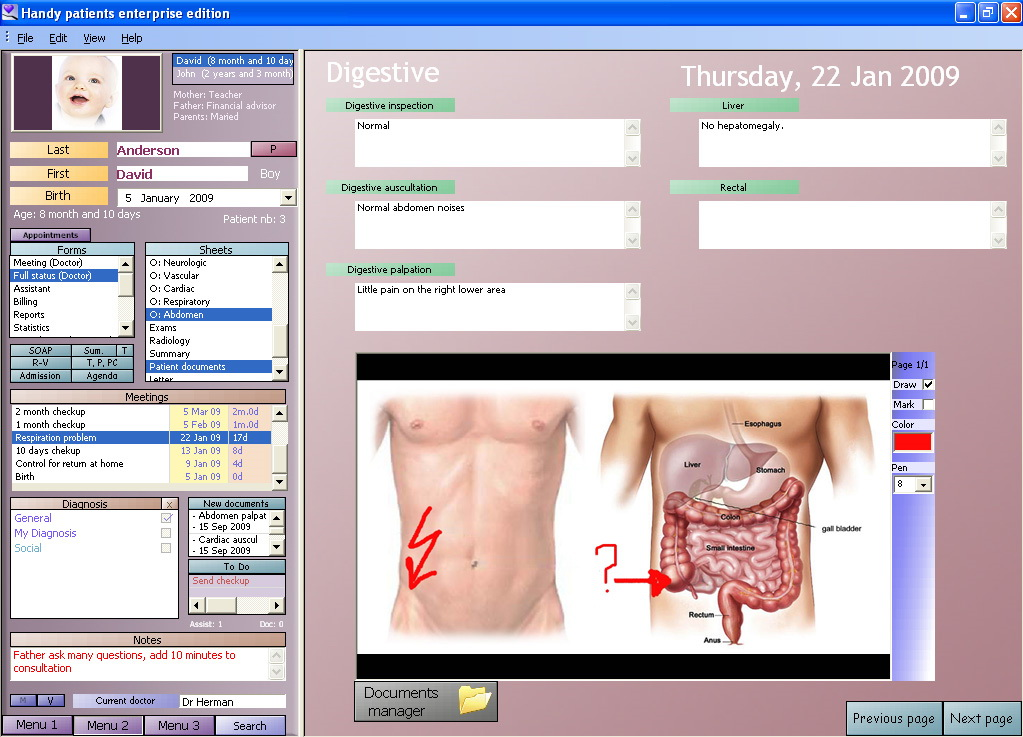
Beispiel einer (englischen) elektronischen Patientenakte

Die elektronische Patientenakte (ePA) sollte der Verbesserung von Qualität, Transparenz und Wirtschaftlichkeit der Behandlung dienen. Als Fachanwendung der bundesweit verfügbaren Telematikinfrastruktur steht die elektronische Patientenakte einrichtungs- und sektorenübergreifend lebenslang zur Verfügung, sofern der Versicherte dem nicht ausdrücklich widerspricht. „Die Hoheit über die Daten liegt vollständig beim Versicherten. Er allein entscheidet darüber, wem er welche medizinischen Dokumente zur Verfügung stellen möchte, wer diese einstellen darf oder welche gelöscht werden“, stellt Alexander Beyer, Geschäftsführer der gematik fest. Daher ist die Krankenakte in Händen der gesetzlich Versicherten und kann von diesem wesentlich einfacher beschlagnahmt werden.
Der Gesetzgeber hielt daran fest, dass Gesetzliche Krankenversicherungen, die ihren Versicherten keine elektronische Patientenakte zur Verfügung stellen, mit Sanktionen zu rechnen haben, wie Änderungsanträgen zum geplanten Terminservice- und Versorgungsgesetz (TSVG) zu entnehmen war.  Spätestens ab dem 1. Januar 2021 müssen die Systeme fertig zugelassen und einsatzbereit sowie die gesetzlich  Versicherten informiert sein. Kommt eine Krankenkasse dem nicht nach, werden die Zahlungen aus dem Gesundheitsfonds um 2,5 Prozent gekürzt. „Die Kürzung erfolgt entsprechend für die Folgejahre so lange, bis die Krankenversicherung der Verpflichtung, ihren Versicherten eine von der Gesellschaft für Telematik zugelassene elektronische Patientenakte zur Verfügung zu stellen, zum 1. Januar eines Jahres nachkommt (…)“ Die Sanktionshöhe soll auf 7,5 Prozent für die Krankenkassen steigen, die zum 1. Januar 2022 keine elektronische Patientenakte bereitstellen.

„Damit die sichere Kommunikation und der Schutz von sensiblen Informationen in der Telematikinfrastruktur langfristig gewährleistet sind, werden die verwendeten kryptographischen Verfahren durch das Bundesamt für Sicherheit in der Informationstechnik (BSI) regelmäßig überprüft und an die neuesten Entwicklungen angepasst.“

Das „Computer Emergency Response Team der Telematikinfrastruktur“ der gematik überwacht die Telematikinfrastruktur des deutschen Gesundheitswesens kontinuierlich in Bezug auf Schwachstellen und Bedrohungen. Das CERT nimmt Sicherheitsvorfälle entgegen, koordiniert die Bearbeitung und unterstützt die zeitnahe und wirksame Beseitigung.
Auf Grundlage des Gesetzes zur Beschleunigung der Digitalisierung im Gesundheitswesen (Digital-Gesetz – DigiG), das im März 2024 in Kraft getreten ist, wird die Einführung der elektronischen Patientenakte (ePA) geregelt. Jede(r) gesetzlich Krankenversicherte sollte bis zum 15. Januar 2025 eine ePA erhalten, sofern er dem ausdrücklich nicht widerspricht (Opt-out).

### Europäische Patientenakte
Die EU-Kommission empfahl den EU-Staaten am 6. Februar 2019 den Aufbau eines Systems zum grenzübergreifenden Zugriff auf Patientenakten. Die offizielle Empfehlung der EU-Kommission lautete, gemeinsame technische Standards zu erarbeiten. Angestoßen wurde ein formaler Koordinierungsprozess. Erklärtes Ziel sei die Europäische Patientenakte (englisch European Electronic Health Records). Dies geht zurück auf eine Agenda der EU-Kommission vom 15. Mai 2018.

### Elektronische Gesundheitsakte in Österreich
In Österreich ist die elektronische Gesundheitsakte (ELGA) ein System zur Standardisierung der elektronischen Kommunikation zwischen Gesundheitsdiensteanbieter auf der Basis von Health Level 7 (HL7) sowie zur Vernetzung von Gesundheitsdaten und -informationen auf der Basis der Clinical Document Architecture. Hierfür sieht das Gesundheitstelematikgesetz 2012 (GTelG 2012) datenschutzrechtliche Garantien vor.

### Elektronisches Patientendossier in der Schweiz
Das elektronische Patientendossier (EPD) ist eine Sammlung von persönlichen Gesundheitsdaten in der Schweiz. Die Speicherung des EPDs erfolgt dezentral in sogenannten Gemeinschaften und Stamm-Gemeinschaften (nur letztere bieten die Möglichkeit für Patienten ein EPD zu eröffnen, sowie ihre Berechtigungen zu verwalten). Bis 15. April 2020 müssen sich gemäß dem Bundesgesetz über das elektronische Patientendossier (EPDG, SR 816.1) Spitäler, Rehabilitationskliniken sowie psychiatrische und psychosomatische Kliniken an eine Stamm-Gemeinschaft anschließen und damit ein EPD anbieten. Pflegeheime und Geburtshäuser haben für die Umsetzung des EPDs zwei Jahre mehr Zeit.

## Digitale Services
Digitale Services, wie Fitness-Apps, Fitness-Tracker  und ähnliche Angebote erfreuen sich einer großen Beliebtheit. Startups und andere Unternehmen, die entsprechende Daten von ihren Kunden erfassen, müssen prüfen, ob sie dieser höchsten Schutzstufe im Datenschutz verpflichtet sind. Ebenso ist der Handel mit Gesundheitsartikeln betroffen. Selbst wenn gar keine Arzneimittel verkauft werden, sondern beispielsweise nur Sanitätsartikel, werden oftmals personenbezogene Kundendaten erfasst, die ergänzend einen Gesundheitsbezug aufweisen. Darüber hinaus gibt es zahlreiche Vereine mit engem Bezug zum Thema Gesundheit, weil sich beispielsweise Erkrankte oder Angehörige von Kranken zusammenschließen und in dieser Form organisieren, beispielsweise als Selbsthilfegruppen. Je nach Umfang der Datenerfassung können auch hier besondere Anforderungen an den Datenschutz gelten. Es sollen 45 % der deutschen Smartphone-Besitzer auch Gesundheits-Apps verwenden. Der Einsatz des Smartphones in der Medizin wirft jedoch zahlreiche ungeklärte Fragen auf, wie etwa nach der Validität der Daten und des Nutzens für den Patienten.
Diesen positiven Auswirkungen der Digitalisierung stehen erhöhte Risiken entgegen. So berichten 43 Prozent der Befragten, dass sie bereits Ziel eines Hackerangriffs geworden sind. Fast ein Drittel (31 Prozent) kann nicht ausschließen, schon einmal unbemerkt Opfer eines Cyberkriminellen geworden zu sein. Laut einer Studie des Beratungsunternehmens Roland Berger wurden bereits bis 2018 zwei von drei deutschen Kliniken zum Opfer von Cyberkriminellen. Experten warnen davor, dass durch den Handel mit gestohlenen Patientendaten zum Beispiel hochrangige Politiker erpressbar werden. Dadurch könnten Krankheiten politisch instrumentalisiert werden.
Die Zugriffsmöglichkeit auf Patientendaten über das Smartphone oder Tablet bedeutete jedoch laut dem Gesundheitsminister nicht die letzte Erweiterung in diesem Bereich. Daneben sollen im Rahmen der elektronischen Patientenakte auch die bisherigen Zugänge und Authentifizierungsverfahren erweitert werden. Denkbar ist ein vergleichbarer Zugang wie beim Online-Banking über die Verwendung von Transaktionsnummern (TAN) und Persönlichen Identifikationsnummern (PIN).
Generell ist zu konstatieren, dass im Gesundheitssektor inzwischen verstärkt auf Cloud-Dienste gesetzt wird, auch bei kritischen und sensiblen Anwendungen. Um dem hohen Schutzbedarf gerecht zu werden, hat das Bundesamt für Sicherheit in der Informationstechnik (BSI) frühzeitig ein Eckpunktepapier mit Sicherheitsempfehlungen für Cloud-Anbieter veröffentlicht.

## Vorteile der Gesundheitsdatenverarbeitung
Elektronische Patientenakten würden gefährliche Wechselwirkungen bei Medikamenten verhindern, Telemedizin verbände Arzt und Patient, egal wo sie sind, Gesundheits-Apps stärkten chronisch Kranke. All das wäre in Deutschland möglich, doch der digitale Fortschritt käme nicht ausreichend bei den Patienten an, so die Bertelsmann Stiftung, die bemängelte, dass der digitale Fortschritt Patienten in Deutschland nur langsam erreicht. Die Bertelsmann Stiftung ließ 2018 die Digitalisierung im Gesundheitswesen in 17 Staaten untersuchen, Deutschland  lag der Stiftung zufolge auf dem vorletzten Platz. Die Stiftung meinte, dass bei der Entwicklung von Teilstrategien sowie digitalen Anwendungen und Prozessen die Nutzer – etwa Patienten und Ärzte – einzubeziehen seien. Dabei ginge es um die Endnutzer selber, nicht deren Standesvertreter. Im Sinne der Akzeptanzförderung sollte der Nutzen von Anwendungen früh sichtbar werden.
Grundsätzlich erleichtert die digitale Speicherung aller relevanten Gesundheitsdaten an einer zentralen Stelle gegenüber dem Führen einer schriftlichen Patientenakte dem jeweiligen Patienten, auf seine Gesundheitsdaten, einschließlich Röntgenaufnahmen, CT- oder MRT-Daten, jederzeit zugreifen zu können oder dem jeweils behandelnden Arzt, Zahnarzt, Apotheker oder sonstigen Leistungserbringern im Gesundheitswesen den Zugriff zu ermöglichen.
Mediziner und Informatiker sehen jedoch große Gefahren, wonach der Gesundheitsdatenschutz einem „Schweizer Käse“ entspräche.

## Kritik
Kritik, sowohl an der praxisexternen Speicherung von Gesundheitsdaten, als auch der Anbindung von Praxen und Krankenhäusern an eine Telematikinfrastruktur, erfolgt auf Grund zahlreicher Datenlecks und zunehmendem Missbrauch und befürchtetem Missbrauch der Gesundheitsdaten. Sie richtet sich auch an den leichtfertigen Umgang eines Großteils der Bevölkerung mit diesen sensiblen Daten. Die Kritik an der elektronischen Gesundheitskarte und der damit verbundenen Anbindung an die Telematikinfrastruktur richtet sich vor allem dagegen, dass sie ein Einfallstor für die Speicherung von Gesundheitsdaten auf zentralen Servern der Krankenversicherungen sein wird.

### Privatrechtliche Gesundheitsdatenplattformen
Angebote von wachsenden Internet-Gesundheits-Plattformen, die sich privatwirtschaftlich zunehmend mit einer umfänglichen Datenverarbeitung im Gesundheitswesen, genauer gesagt im Gesundheitsmarkt, betätigen, sind aus Datenschutzsicht sehr umstritten, in Deutschland ist die bekannteste und derzeit weitverbreitetste aber auch umstrittenste Gesundheitsdaten-Plattform das Unternehmen Doctolib, die u. a. umfangreiche Vermittlungen von Online-Arztterminen nach Registrierung anbietet.

### Gefahren der elektronischen Patientenakten

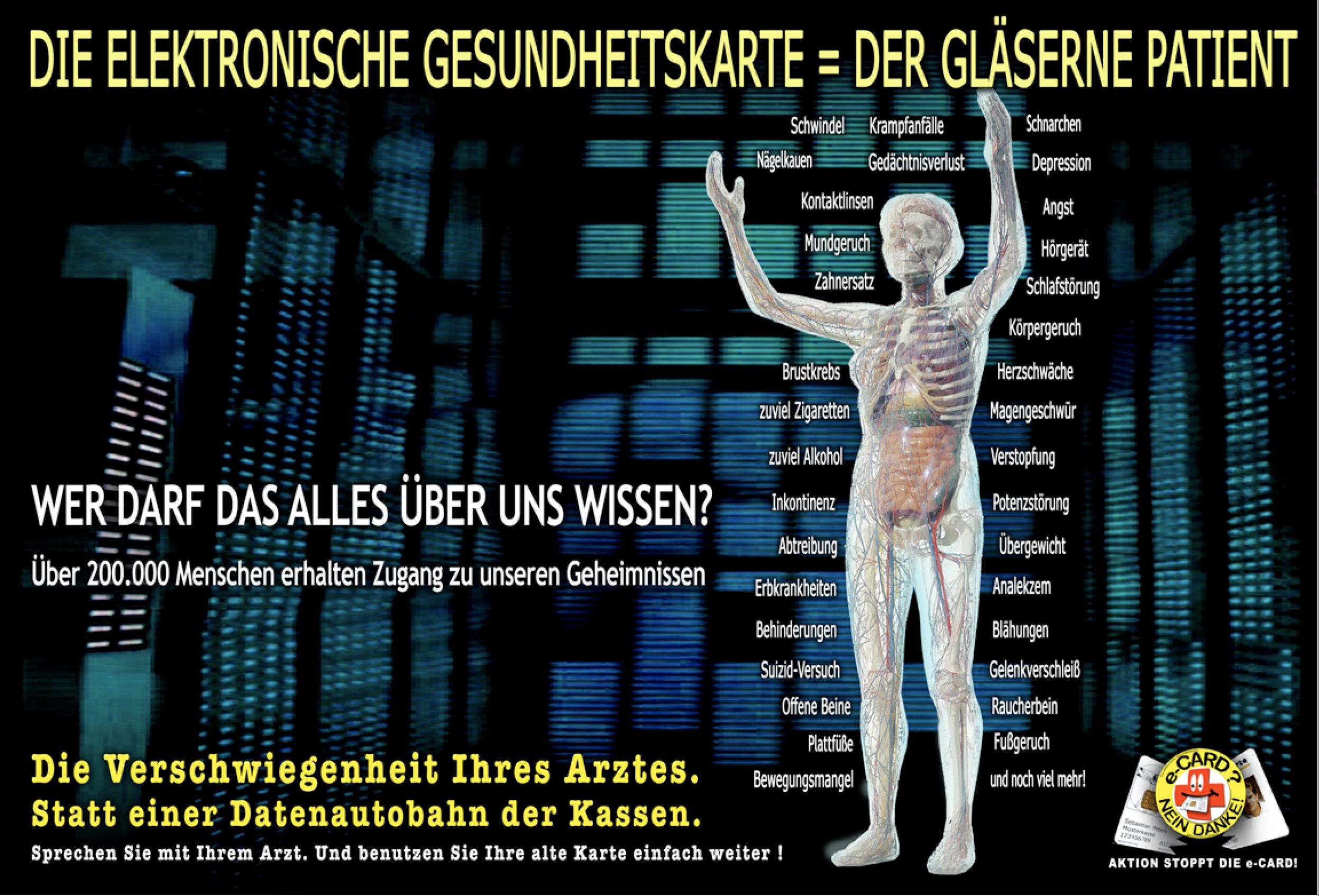
Plakat für die Stärkung der Bürgerrechte und gegen den Ausbau der Überwachung mittels Gesundheitsdaten

Bis 2018 hatten sich drei Ansätze elektronischer Akten entwickelt:
- AOK-Modell: Die Patientendaten bleiben beim Arzt, sollen aber in Kopie auch bei der zuständigen Kassenärztliche Vereinigung (KV) oder auf Servern von Ärztenetzen liegen, wovon es etwa 400 solcher Gesundheitsverbünde in Deutschland gibt.[32] Ein Suchalgorithmus  führt die Daten bei Bedarf zusammen. Vergleichbare Lösungen gibt es zum Beispiel in Österreich und Estland.
- TK-Modell: Das Modell TK Safe wurde gemeinsam mit IBM entwickelt. Beteiligt sind Generali und Signal Iduna. Die Daten sollen auf Servern in Deutschland liegen, gelten sollen europäische Datenschutzbestimmungen.
- Vivy-Modell: Bei Vivy handelt es sich um eine App. Hauptgesellschafterin ist die Allianz. Beteiligt sind die DAK-Gesundheit sowie 90 weitere Krankenkassen und private Versicherer. Die Daten sollen zentral gespeichert werden.

Im Rahmen des 35. Chaos Communication Congresses 2018 wurde durch den Mitarbeiter des IT-Sicherheitsunternehmens modzero im Vortrag „All Your Gesundheitsakten Are Belong To Us“ auf die Gefahren der Gesundheitsdatenspeicherung hingewiesen. Er hatte schon im Oktober 2018 Sicherheitslücken in der damals gerade erst live gegangenen Krankenkassen-App Vivy gefunden. Die Anwendung zählt zu der mit dem potenziell größten Kundenstamm, denn sie wird von Krankenversicherungen wie der Allianz, Gothaer oder Barmenia unterstützt, die zusammen 13,5 Millionen Patienten betreuen.
Der IT-Sicherheitsanalyst weitete seine Recherche aus und untersuchte auch die Konkurrenten des Unternehmens: Vitabook, CGM Life, TK-Safe sowie die Telemedizinanbieter Teleclinic und meinarztdirekt.de. Auch bei diesen Angeboten fand er bedenkliche Sicherheitsprobleme: Bei Vitabook waren die Patientendaten teils unverschlüsselt, bei meinarztdirekt.de konnte er Rechnungen über einen offensichtlichen Umweg (die Druckfunktion) einsehen, bei Teleclinic über die HTTP-Adresse die Passwörter anderer Leute ändern. Im Fall des Unternehmens CGM Life, das eine White-Label-Lösung für Versicherungen anbietet, funktionierte die Zwei-Faktor-Authentisierung zwar auf der Axa-Plattform, aber nicht auf der von CompuGroup Medical (CGM) selbst. Gesundheitsdaten seien auch nach Jahren noch relevant, so der IT-Experte. Ist etwa eine Erbkrankheit irgendwo festgehalten, könnte diese Information selbst noch für die Kinder oder Enkel von Nachteil sein. Geraten die Informationen einmal in kriminelle Hände, könnte ein langfristiger Schaden entstehen.

### Hackerangriffe
Der Diplom-Psychologe und Psychotherapeut Dieter Adler, fürchtet, dass „die Speicherung aller Gesundheitsdaten auf einem zentralen Server geradezu eine Einladung für Hacker sein kann“. So gab es in Norwegen erfolgreiche Hackerangriffe auf die norwegische Gesundheitsbehörde „Helse sørøst“, in Großbritannien auf eine Vielzahl von Krankenhäusern des britischen National Health Service (NHS). Dort traf im Mai 2017 die „WannaCry“-Hackerattacke Krankenhäuser. Die Cyber-Kriminellen blockierten sämtliche Patientendaten in den betroffenen britischen Kliniken, Operationen mussten abgesagt, Patienten auf andere Krankenhäuser umgeleitet werden. In den USA wurde ein Drittel der Gesundheitsdaten – Daten von über 120 Millionen Patienten – gehackt.
Die personalisierte Medizin soll vermehrt Aussagen zu individuellen Krankheitsrisiken ermöglichen. Streng genommen kann deshalb keine informierte Einwilligung erteilt werden.
„Das Wissen um individuelle Krankheitsrisiken, welches sich aus genetischen Untersuchungen ergibt, kann Blutsverwandte mitbetreffen. Das Recht auf Nichtwissen gilt auch für diese.“ Genetische Untersuchungsresultate sollten nicht unbedacht im Internet publiziert oder über soziale Medien weiterverbreitet werden, da die Gefahr von Persönlichkeitsverletzungen von Blutsverwandten dadurch stark erhöht wird.
Kritiker gehen davon aus, dass die Daten über den Zugang zur „Forschung“ sehr schnell ihren Weg zur Pharmaindustrie finden werden, denn bekanntlich finanzieren diese Firmen einen Großteil der medizinischen Forschung.

### Datenlecks
Bei Deutschlands zweitgrößter Krankenkasse Barmer GEK gab es 2017 ein Datenleck. Unbefugte konnten durch das Vortäuschen einer falschen Identität mit wenigen Telefonaten und ein paar Mausklicks Details zu Diagnosen, verordneten Arzneien, Klinikaufenthalten und andere intime Informationen abfragen. Im Juli 2018 wurde ein Zugriff von Unbekannten auf Gesundheitsdaten von 1,5 Millionen Menschen in Singapur aus der Datenbank des Integrated Health Information System (IHiS) zwischen Mai 2015 und Juli 2018 bekannt, darunter bei etwa 160.000 Patienten auch Informationen über verschriebene Medikamente einschließlich von Premierminister Lee Hsien Loong. Nach der Passwort-Sammlung Collection #1 kursieren nun auch die riesigen Collections #2–5 im Netz, wo durch Passwort-Leaks insgesamt 2,2 Milliarden Accounts betroffen sind. Durch solche Vorkommnisse wächst langsam das Bewusstsein der Bevölkerung für Gefahren, die aus gehackten Gesundheitsdaten resultieren könnten. In den USA verursachten im Jahr 2017 Datenlecks im Gesundheitswesen Kosten in Höhe von 6,2 Milliarden US-Dollar.

### Sicherheitslücken in Krankenhäusern
Die Delegierten des Weltärztebundes (WMA) haben bei ihrer 67. Generalversammlung in Taipeh 2016 auf Initiative der Bundesärztekammer (BÄK) vor Cyberangriffen auf Gesundheitseinrichtungen gewarnt. Die bisherigen Sicherheitsstandards reichten nach Ansicht des WMA nicht aus, um der Cyberkriminalität entgegenzutreten. Daher rief der WMA Regierungen und zuständige Behörden dazu auf, geeignete Schutzmaßnahmen zu entwickeln. Auch Ärzten müsse die Gefahr von Cyberangriffen bewusst sein.
Laut der bayerischen Gesundheitsministerin Melanie Huml „können durch technische Störungen und Ausfälle, die durch IT-Sicherheitsvorfälle ausgelöst werden, wichtige medizinische Eingriffe verzögern oder gar zu lebensgefährlichen Situationen für die Patienten führen“. Zudem könnten hohe Kosten entstehen und der Datenschutz der Patienten gefährdet sein. Bezogen auf den Datenschutz bestehe die Gefahr der widerrechtlichen Aneignung hochsensibler Daten über Patienten und Betriebsinterna durch unbefugte Dritte. Deshalb müsse die IT-Sicherheit in Krankenhäusern weiter verbessert werden. Die Sicherheit der Informationstechnologie (IT) an bayerischen Krankenhäusern sollte mithilfe eines großangelegten Projekts verbessert werden. Für das Projekt „Smart Hospital“ an der Universität der Bundeswehr München standen 2018 533.000 Euro zur Verfügung. In den Kliniken zeigten sich Verantwortliche skeptisch, ob die Ergebnisse angesichts der rasanten Entwicklung im IT-Bereich nicht im Moment ihres Erscheinens schon veraltet sind.

### Gefahren in der Neurotechnologie
Laut Wissenschaftlern der Albert-Ludwigs-Universität Freiburg, sollen für das Datenschutzrecht neue Herausforderungen durch den rasanten Fortschritt der Neurotechnologie erwachsen. Als Grund dafür wurden neue Technologien im Zusammenhang mit der Messung und Bewertung und der daraus resultierenden Datensammlung von Hirnaktivitäten angeführt. Nach den Wissenschaftlern des Universitätsklinikums Freiburg, sollen durch die Messung und Bewertung dieser Daten wiederum Rückschlüsse auf Krankheiten gezogen werden können. Ebenso sollen sie in Bezug auf allgemeine Verhaltensweisen zu nutzen sein.
Teilweise wird in diesem Zusammenhang das bisher bestehende Datenbewusstsein kritisiert. So meint der Jurist Dirk Heckmann, Universität Passau, Mitglied des Ethikbeirats der AOK Nordwest und Mitglied des Bayerischen Verfassungsgerichtshofs, dass ein neues Datenbewusstsein notwendig sei. Das Gut Gesundheit sei bedeutsamer als die informationelle Selbstbestimmung. In die gleiche Richtung argumentierte Erwin Böttinger vom Digital Health Center des Hasso-Plattner-Institutes, als er 2017 für vernetzte Daten warb.

### Kritik der Ärzteschaft

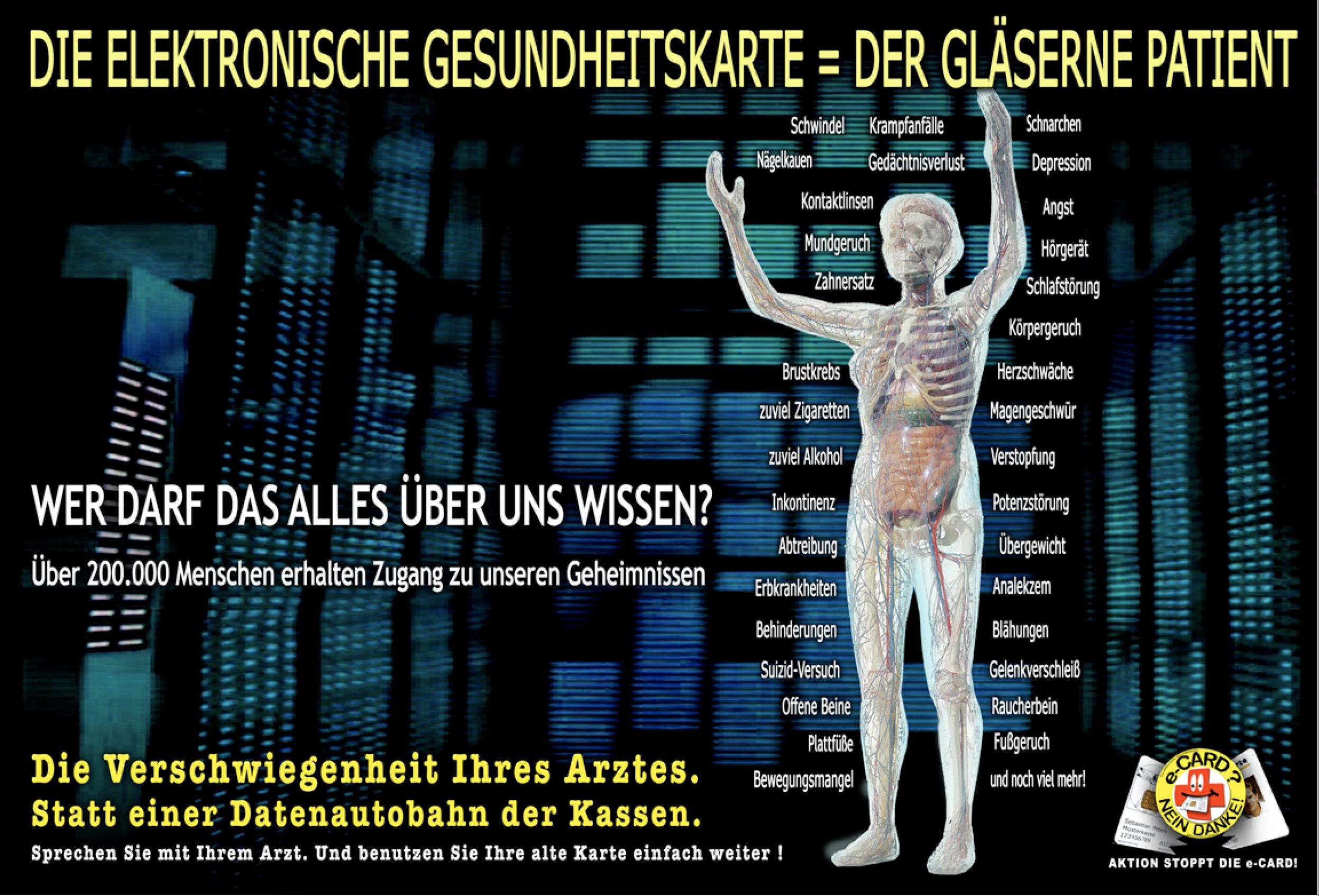
Protestplakat gegen die Gesundheitsdatenautobahn: „Elektronische Gesundheitskarte = Gläserner Patient“

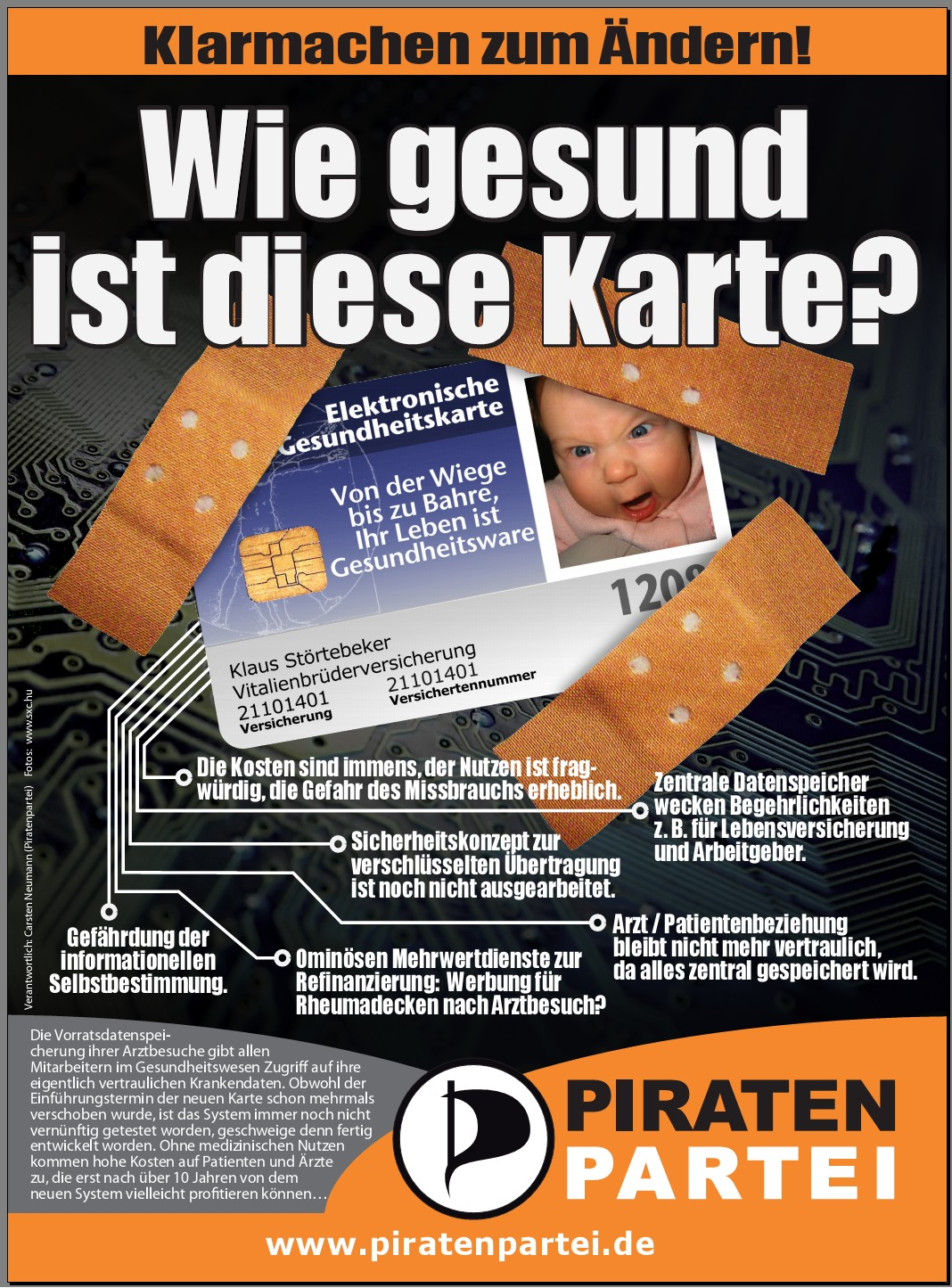
Protestplakat der Piratenpartei

Die Ärzteschaft kritisiert weiter die unbezahlte Mehrbelastung und erhebliche Kosten durch die notwendigen Geräte und Anschlüsse. Für den Patienten bedeute sie einen Angriff auf die informationelle Selbstbestimmung.
Die Freie Ärzteschaft kritisiert, die Politik, Krankenkassen und IT- und Gesundheitsindustrie wollten die medizinischen Daten aller Bürger zentral speichern, um das Gesundheitswesen zu steuern und Rendite zu erwirtschaften.
Obwohl zum 1. Januar 2019 allen Ärzten, die sich dem Datennetz nicht anschlossen, eine Honorarkürzung von einem Prozent angedroht war, blieben  in Schwaben bis August 2018 gut 90 Prozent der Praxen der Telematik-Infrastruktur (TI) fern.
Laut einer Umfrage des Bayerischen Facharztverbands (BFAV) vom Oktober 2018 sind 79 Prozent der Praxen nicht angeschlossen. 55 Prozent erklärten, weiter abwarten zu wollen und gegebenenfalls auch den Honorarabzug von einem Prozent in Kauf nehmen zu wollen. 18 Prozent gaben an, sich auf keinen Fall an die TI anschließen lassen zu wollen und im Falle, dass die Sanktionen weiter verschärft würden, ihre Kassenarzttätigkeit früher als ursprünglich geplant beenden zu wollen.
Laut Stuttgarter Zeitung  hatten 25 Prozent der Praxen, die bereits am Netz waren, laut einer Umfrage des Ärzteverbands „Medi“ schon bei der Installation des Konnektors Probleme. 33 Prozent klagten nach Inbetriebnahme über wiederholte Systemabstürze.
Das Bundesgesundheitsministerium bestätigte, die Anschlussverpflichtung für die Ärzte vom 1. Januar 2019 auf Mitte 2019 verschoben zu haben, da die Industrie mit der Lieferung der Konnektoren nicht nachgekommen war, wodurch die Frist Ende 2018 nicht gehalten werden konnte. Allerdings müssten die Ärzte noch vor dem 31. März 2019 ihren Anschluss bestellen und den Vertrag unterzeichnen.
Die österreichische Ärztekammer rät einerseits den Patienten ab, eine Patientenakte (ELGA) anzulegen und bemängelt gleichzeitig die fehlende Akzeptanz durch Spitalsärzte. Sie sei für 70 % der Ärzte ohne Mehrwert. Es gäbe Tonnen von Daten. Es sei unmöglich, dass ein Arzt sie alle während eines Patientengesprächs durchliest. Kritik wird auch an der unvollständigen Auflistung der Daten in ELGA geübt. Patienten könnten entscheiden, welche Befunde sie in dem System zugänglich machen wollen. Diese Teilinformationen seien in Wahrheit eine Katastrophe, da man nicht wisse, was der Patient ausblendet. Die fehlende Benutzerfreundlichkeit sorge zudem dafür, dass die Elektronische Gesundheitsakte die Ärzte eher Zeit kostet als spart. Die benötigten Informationen seien oft nicht zu finden, für das Durchlesen sämtlicher Dokumente fehle die Zeit.

### Risiko der Deanonymisierung
Anonymisierte Daten stellen keine Personendaten dar und fallen nicht unter das Datenschutzrecht. Folglich können sie frei weiterverwendet werden, auch für die medizinische Forschung. Bei der Auswertung großer Datenmengen stößt die Anonymisierung jedoch an ihre Grenzen. Durch den Abgleich von anonymisierten Daten mit weiteren Daten besteht das Risiko der Re-Identifizierung der ursprünglich anonymisierten Daten. Insbesondere Gesundheitsdaten sind stark individualisierend, sodass eine wirksame Anonymisierung schwierig ist. Hinzu kommt, dass das Genom ein Personenidentifikator ist.
Die Erforschung von geeigneten Anonymisierungsverfahren stellt eine eigene Wissenschaft dar. Eine einmal vorgenommene Anonymisierung bedeutet nicht, dass z. B. durch den technischen Fortschritt eine Deanonymisierung auch in Zukunft unmöglich ist, und man muss damit rechnen, das alle anonymisierten Daten grundsätzlich wieder reidentifizierbar sind. So zeigte eine Studie aus dem Jahr 2000, dass man aus Geburtsdatum, Geschlecht und Postleitzahl 63 bis 87 % der Einwohner der USA identifizieren konnte. Da Gesundheitsdaten einen besonders hohen Wert haben, muss man in Zukunft mit besonders hohem Interesse und mit großen Anstrengungen rechnen, sie zu deanonymisieren. Man geht davon aus, dass Daten immer schwerer zu anonymisieren sind und Einzeldatensätze kaum noch als anonymisiert gelten können. Da das Löschen von Daten mittlerweile unwirtschaftlich geworden ist, steigt immer mehr die Gefahr, dass solche Daten Zusatzwissen darstellen, welches eine Reidentifikation möglich macht. Zudem konnten aus neuronalen Netzen die Trainingsdaten rekonstruiert werden.

### Kritik von Informatikern
Der Gießener Informatiker Thomas Friedl von der Technischen Hochschule Mittelhessen warnt vor einem sorglosen Umgang mit den Gesundheitsdaten. Es dürfe zum Beispiel nicht bekannt werden, ob jemand schon einmal in der Psychiatrie war oder früher ein Alkoholproblem hatte. Er plädiert dafür, dass die Daten nicht irgendwo lagern, sondern bei den Ärzten oder zu Hause beim selbstbestimmten Patienten. Es sei viel zu aufwendig, jeden einzelnen Patienten zu hacken. Viel „lohnender“ sei es für Hacker, eine zentrale Datenbank zu attackieren. „Alle wissen, dass es keine hundertprozentige Sicherheit gibt“, sagte der Wissenschaftler. Ein Prototyp für eine dezentrale Patientenakte als Alternative zur zentralen Lösung stehe kurz vor der Fertigstellung (Stand 2019). Die Krankenkassen hätten jedoch bisher kein Interesse an der dezentralen Lagerung der Daten.
„Die elektronische Gesundheitskarte: ein Flop. Erpressung mit erbeuteten Gesundheitsdaten: ein Hit“, sagte 2017 Hans-Peter Bauer, Deutschlandchef der IT-Sicherheitsfirma McAfee zur Situation der Digitalisierung des Gesundheitswesens. Online-Kriminelle hätten Diagnosen, Verordnungen von Medikamenten, Behandlungsunterlagen, sogar ganze Krankengeschichten und Studienergebnisse klinischer Tests erbeutet. Neben den Nachrichtendiensten habe sich ein ganzer Zweig der organisierten Kriminalität auf medizinische Daten spezialisiert. Die IT-Sicherheitsfirma habe zahlreiche Fälle analysiert, in denen Medikationsdaten von Politikern verwendet worden seien, um diese Politiker unter Druck zu setzen. Dabei seien nicht nur Krankenhäuser angegriffen worden, sondern auch Tageskliniken, Ambulanzen, ganz normale Arztpraxen und medizinische Forschungseinrichtungen.
Das Bundesamt für Sicherheit in der Informationstechnik berichtete im Lagebericht IT-Sicherheit in Deutschland 2018, dass es unter Laborbedingungen gelungen sei, Herzschrittmacher oder Beatmungsgeräte zu hacken und umzuprogrammieren. Durch kabellose Technologien sei für Ärzte der Zugriff auf dokumentierte Patientendaten und die Kommunikation mit dem System selbst viel einfacher. Gleichzeitig werde gerade bei solchen Geräten auf eine bessere Verschlüsselung verzichtet, etwa um Ärzten im Notfall einen raschen Zugriff zu ermöglichen. Da die Gefährdungslage kritisch sei, müsse noch stärker an speziellen Sicherheitsmechanismen geforscht werden. Defibrillatoren (implantierbarer Kardioverter-Defibrillator, ICD), Neurostimulatoren und Cochlea-Implantate seien ebenfalls betroffen. Die Gefährdungslage sei prinzipiell als kritisch zu betrachten.
Der Informatiker Johannes Buchmann geht davon aus, dass alle heute genutzten Verschlüsselungsverfahren in den nächsten Jahren und Jahrzehnten geknackt werden.

### Kritik der Bevölkerung
Eine repräsentative YouGov-Umfrage ergab 2019, dass 54 Prozent der Befragten Sorge haben, dass ihre Daten durch die Digitalisierung von Krankenakten missbraucht werden könnten. Sie lehnten es ab, selbst wenn sie dafür einen Teil der Krankenkassenbeiträge zurückerhalten würden.

### Verpflichtende Gentests in den USA
Wie die Süddeutsche Zeitung 2016 berichtete, wurde in den USA unter Ausschluss der Öffentlichkeit ein neues Gesetz zu Gentests auf den Weg gebracht. Laut diesem Gesetz müssen Arbeitnehmer ihrem Arbeitgeber Gentests vorlegen. Die Gentests beruhen nicht auf einer freiwilligen Basis, denn den Unternehmen ist es zukünftig gestattet, Gentests zu verlangen. Die Arbeitnehmer müssen demnach einen Gentest durchführen lassen und die Ergebnisse offenlegen. Hierin liegt ein starker Eingriff in die Privatsphäre, da „Gentests freiwillig sein sollten und vor allem kein Zwang bestehen darf, die Ergebnisse zu veröffentlichen“, kritisiert die European Society of Human Genetics (ESHG). Solche verpflichtenden Vorlagen von Gentests sind  in Deutschland verboten.